# Nordland
Nordland este o provincie din Norvegia. Acesta nu trebuie confundat cu regiunea suedeză Norrland.

## Comune
Nordland are 44 de comune (excluzând Jan Mayen):
1. Alstahaug
2. Andøy
3. Ballangen
4. Beiarn
5. Bindal
6. Bø
7. Bodø
8. Brønnøy
9. Dønna
10. Evenes
11. Fauske
12. Flakstad
13. Gildeskål
14. Grane
15. Hadsel
16. Hamarøy
17. Hattfjelldal
18. Hemnes
19. Herøy
20. Leirfjord
21. Lødingen
22. Lurøy
23. Meløy
24. Moskenes
25. Narvik
26. Nesna
27. Øksnes
28. Rana
29. Rødøy
30. Røst
31. Saltdal
32. Sømna
33. Sørfold
34. Sortland
35. Steigen
36. Tjeldsund
37. Træna
38. Tysfjord
39. Værøy
40. Vågan
41. Vefsn
42. Vega
43. Vestvågøy
44. Vevelstad